# Kreuzweg (Oberfahrenberg)

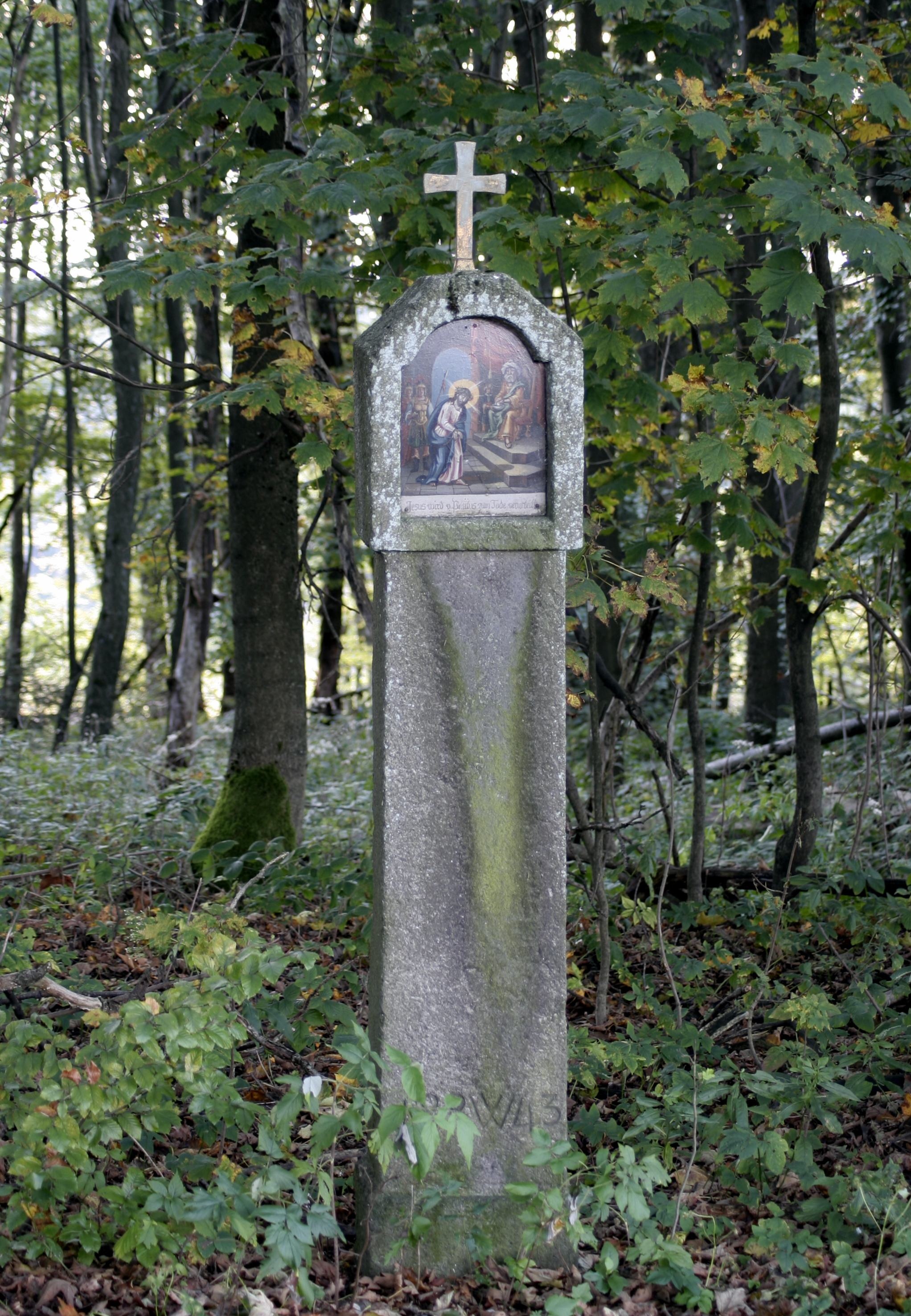
Station 1 auf dem alten Kreuzweg zur Wallfahrtskirche Mariä Heimsuchung

Der denkmalgeschützte Kreuzweg im Ortsteil Oberfahrenberg der oberpfälzischen Gemeinde Waldthurn führt zur Wallfahrtskirche Mariä Heimsuchung auf dem Fahrenberg.
Der Kreuzweg besteht heute aus zwei Teilen, aus dem 1956 geschaffenen Rosenkranzweg und dem alten Kreuzweg von 1859.
Der sogenannte Rosenkranzweg wurde auf Anregung von Erzbischof Michael Buchberger zur Erinnerung an das Marianische Jahr 1954 anstelle des früheren Kreuzweges auf den Fahrenberg errichtet. Der Kreuzweg wurde am 13. Oktober 1956 von dem genannten Bischof eingeweiht. Er besteht aus drei Kapellen, vierzehn Bildsäulen, einer Kreuzigungsgruppe und zum Schluss aus der Dreifaltigkeitskapelle.
Der Entwurf für die Kapellen und die Tafeln in den Bildsäulen stammt vom Landbauamt und vier einheimischen Künstlern. Die Kapellen wurden vom Bistum Regensburg, den Barmherzigen Brüdern und der Pfarrei St. Josef in Weiden geschenkt. Die Bildsäulen wurden von einer Vielzahl an weltlichen und geistlichen Personen und Organisationen gestiftet.
Vom Rosenkranzweg zum Freialtar führt der alte, aus vierzehn Steinsäulen bestehende Kreuzweg; dieser wurde 1858/59 geschaffen und 1859 eingeweiht. Dieser Kreuzweg besteht aus vierzehn etwa 2 Meter hohen Steinsäulen, jeweils mit Aufsatz und rundbogiger Bildnische. Auf jeder Säule ist ein kleines Holzkreuz angebracht, in den Bildnischen sind mit den Kreuzwegstationen bemalte und beschriftete Eisenbleche. Der Kreuzweg wurde 2003 auf Veranlassung des Waldvereins Waldthurn renoviert.